# Hétomesnil
Hétomesnil ist eine französische Gemeinde mit 321 Einwohnern (Stand 1. Januar 2022) im Département Oise in der Region Hauts-de-France. Die Gemeinde liegt im Arrondissement Beauvais und ist Teil der Communauté de communes de la Picardie Verte und des Kantons Grandvilliers.

## Geographie

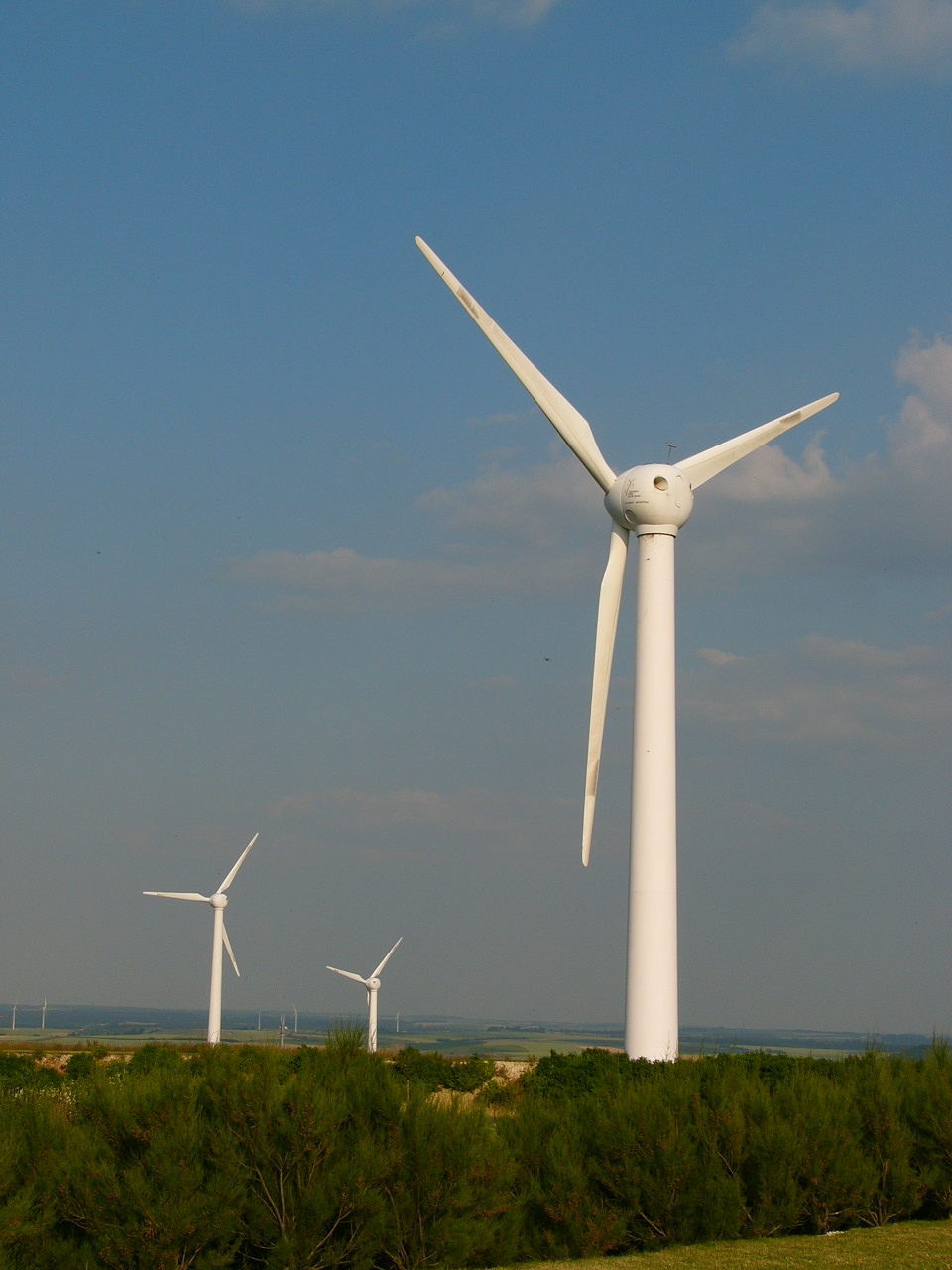
Windpark

Die ländliche Gemeinde liegt auf einer ebenen Hochfläche rund acht Kilometer südöstlich von Grandvilliers und viereinhalb Kilometer nordwestlich von Crèvecœur-le-Grand. Ein Windpark liegt im Norden der Gemeinde.

## Geschichte

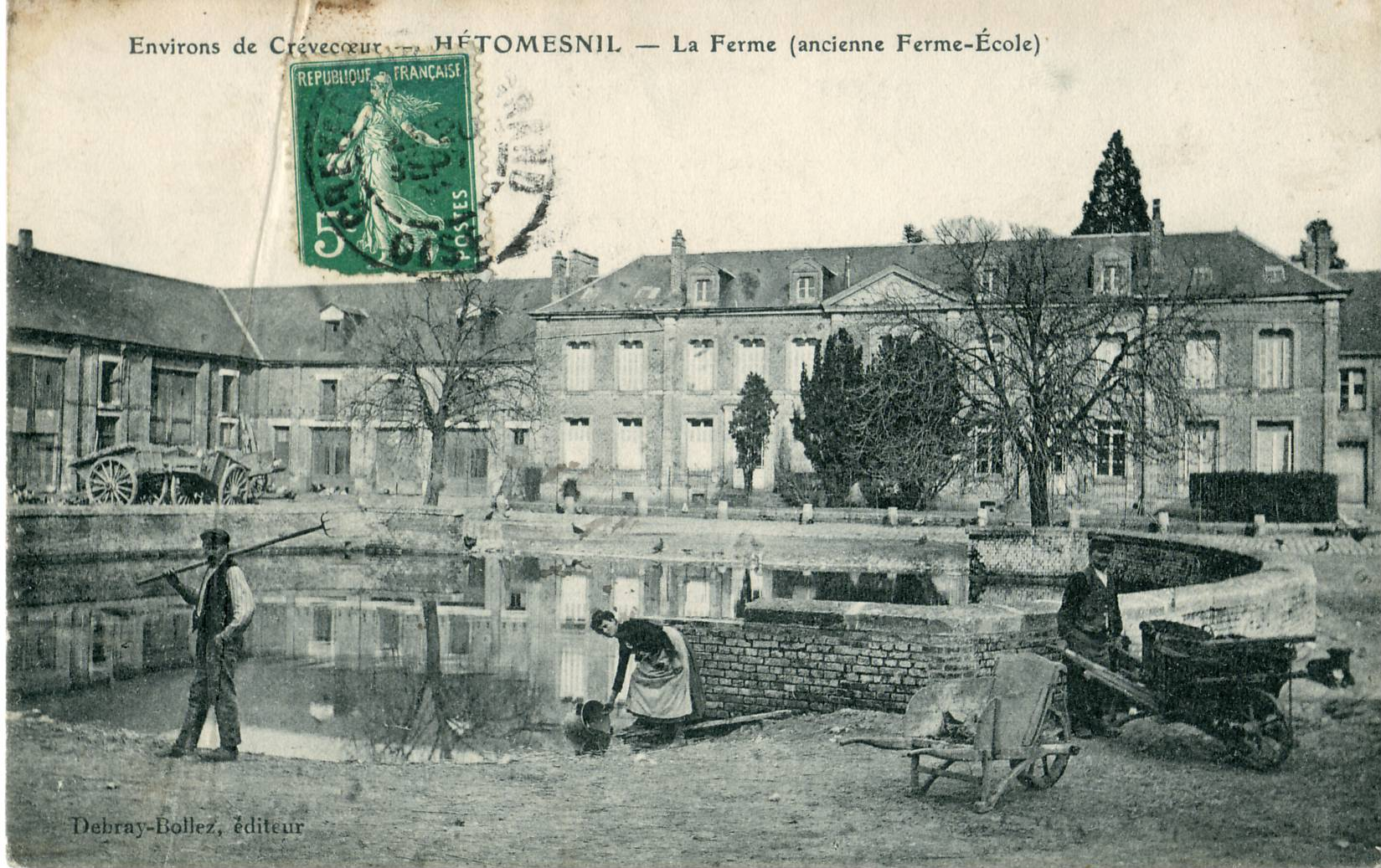
Die Ferme-École am Anfang des 20. Jahrhunderts

Das herrschaftliche Gut (spätere Ferme Vasselle) wurde 1865 zu einem Ausbildungshof (ferme-école). Nunmehr beherbergt sie das Musée conservatoire de la vie agricole et rurale de l'Oise. Im Ersten Weltkrieg unterhielt die Fliegereinheit Escadrille des Cicognes, der herausragende Jagdflieger angehörten, einen Flugplatz.

## Einwohner
| 1962 | 1968 | 1975 | 1982 | 1990 | 1999 | 2006 | 2011 |
| ---- | ---- | ---- | ---- | ---- | ---- | ---- | ---- |
| 254  | 251  | 215  | 175  | 182  | 209  | 207  | 243  |

## Verwaltung
Bürgermeister (maire) ist seit 2008 Pascal Verbeke.

## Sehenswürdigkeiten
- Kirche Saint-Jean-Baptiste.[1] (siehe auch: Liste der Monuments historiques in Hétomesnil)
- 1987 eröffnetes Musée conservatoire de la vie agricole et rurale de l'Oise